# گذرگاه بروغیل
گذرگاه بروغیل (انگلیسی: Broghil Pass) که به نام بروگل با ارتفاع (۳۷۹۸ متر /۱۲٬۴۶۰ فوت) شناخته می‌شود، یک گذرگاه بلند کوهی در امتداد مرز خط دیورند است که از رشته کوه هندوکش می‌گذرد و منطقه واخان ولایت بدخشان، افغانستان را با ناحیه چترال خیبر پختونخوا، پاکستان متصل می‌کند.
بروغیل یک گذرگاه نسبتاً کم ارتفاعی است. هر فصل زمستان به دلیل بارش برف حدود سه ماه تعطیل می‌شود، اما در بیشتر اوقات سال نیز تنها برای تردد چرخ دستی قابل عبور است.
این یکی از چهار گذرگاه اصلی کوهستانی است که وارد منطقه چترال می‌شود. بقیه عبارتند از گذرگاه دورا از استان بدخشان افغانستان ، شاندور بالای شهر گلگت و قله لواری از ناحیه دیر علیا.
منطقه بروغیل دارای ساکنان وخی و قرقیز است.

## مهاجرت اروپایی‌ها
بر اساس پروژه ژنوگرافیک انجمن نشنال جئوگرافیک، به نظر می‌رسد که گذرگاه بروغیل مسیری است که اجداد همه اروپاییان غربی مدرن برای رسیدن به اروپا از آن استفاده می‌کردند. اروپاییان مدرن حامل نشانگر ژنتیکی M45 از بروغیل عبور کرده و سپس به سمت غرب پیچیدند. M45 جهش بیشتری پیدا کرد و به M173 و سپس M343 تبدیل شد، که ۷۰ درصد از مردم انگلستان حامل چنین نشانگر ژنتیکی می‌باشند.

## فرهنگ عامه
- فیلم کمدی جاسوس‌ها مانند ما در سال ۱۹۸۵،دن اکروید را در حال عبور از گذرگاه بروغیل بر روی کوهستان پر از برف غژگاو در آن منطقه نشان می‌دهد.